# 桃内佳雄
桃内 佳雄（ももうち よしお、1942年 - ）は、日本の工学者。学位は、工学博士（北海道大学）。知能情報学・計算言語学が専門。北海学園大学名誉教授。

## 略歴
1965年北海道大学工学部卒業。1967年北海道大学大学院工学研究科修士課程修了。日立製作所入社（～1968年）。1972年北海道大学大学院工学研究科博士課程単位取得満期退学。
1973年北海道大学工学部助手。1984年北海道大学工学部講師。1986年北海道大学工学部助教授。1988年北海学園大学工学部教授・同大学院工学研究科教授。2004年北海学園大学大学院工学研究科長。2013年北海学園大学定年退職。北海学園大学名誉教授

## 研究領域
自然言語の理解と生成に関する研究や、機械翻訳に関する研究を行う。

## 受賞歴
大川出版賞（1995年）

## 著書
- 『認知科学入門』（共著、サイエンス社、1986年）
- 『人間の言語情報処理-言語理解の認知科学- 』（共著、サイエンス社、1994年）